# Nadezhdiella cantori
Nadezhdiella cantori är en skalbaggsart som först beskrevs av Hope 1845.  Nadezhdiella cantori ingår i släktet Nadezhdiella och familjen långhorningar.
Artens utbredningsområde är Taiwan. Inga underarter finns listade i Catalogue of Life.